# Louis-Marie Marion-Brillantais
Louis-Marie Marion, sieur de la Briantais, dit Marion-Brillantais, né le 2 mai 1743 à Saint-Malo et mort le 14 avril 1829 à Paris, est un négociant français. Il est un des plus importants négociants de Saint-Malo au XVIIIe siècle, à la fois propriétaire forestier et portuaire, négociant en bois ce qui lui permettait d'être l'un des premiers fournisseurs de bois de construction pour la marine royale. Dans les années 1770, il devint aussi constructeur naval, armateur et pilier de la traite négrière.

## Biographie
Louis-Marie Marion est le fils de Robert Michel Marion (1697-1761) originaire de Quettehou, près de Saint-Vaast-la-Hougue dans le Cotentin. Il commence à armer des navires en 1777. Il a armé 11 navires de traite négrière. Ses chalands couverts de bois arrivaient au « Pas au Bœuf », sur la rive bretonne du Couesnon, un port où s'opérait le chargement de bois de construction pour la marine royale.
Louis-Marie Marion est associé en affaires avec le baron Claude Baudard de Saint-James, trésorier général de la Marine. Au début de 1782, alors qu'il exploite les forêts de Paray-le-Monial, il rachète pour six ans le droit d'exploiter des forêts en Auvergne pour approvisionner la Marine.
Durant la guerre d'indépendance des États-Unis, il arme en 1781 la Duchesse-de-Polignac, l'un des plus gros navires corsaires français avec 450 tonneaux.
Avec le capitaine Jean-François Landolphe, il fonde la société coloniale philanthropique d'Ouère en Afrique à laquelle Louis XVI accorde le privilège exclusif du commerce sur les fleuves Forcados et Bénin, en leur offrant le Pérou, vaisseau de 400 tonneaux, et deux corvettes, L'Afrique et la Jeune Charlotte, destinées à remonter les rivières pour commercer avec les peuples de l'intérieur des terres. Le prospectus prévoyait que tous les trimestres, elle expédierait au Bénin un navire de trois à quatre cents tonneaux, chargé de marchandises pour deux cent mille francs. Parmi les associés, le négociant François Hèbre de Rochefort et Marion-Brillantais en devient le premier administrateur. 
Sous la Révolution, il devient un homme d'affaires parisien influent. En 1789, il est chargé de participer à une partie de l'approvisionnement en blé. Dans l'Allier, où il possède des forêts pour la Marine, il récupère lors de la vente des biens nationaux un monastère, à la charge pour lui d'y établir une manufacture d'armes, ce qui permet de devenir « entrepreneur de la manufacture d'armes de Moulins ». Mais il doit se cacher car des dénonciations mettant en cause son civisme parviennent au comité de salut public, reprises par Joseph Fouché. Le 13 février 1794, la Société populaire de Moulins s'en prend à lui, un mandat d'arrêt est lancé contre lui et il est accusé de n'avoir pas fait grand-chose pendant deux ans, et d'être responsable du fait qu'aucun fusil n'avait été usiné. 
Louis-Marie Marion dit de la Brillantais obtient par ordonnance royale du 28 juillet 1820 le droit de s'appeler Marion de la Brillantais, du nom d'un lieu-dit sur les bords de la Rance où est installé le Grand Parc de la Briantais. 
Son fils le vicomte Louis-Marie Marion de la Brillantais, banquier à Paris, a déposé en 1837 un brevet pour une machine à raboter et couper les bois de placage au lieu de les scier qui n'eut aucun succès. Il résidait dans l'"hôtel de la Brillantais" au 37 rue de Bellefond.